# Onthophagus katoi
Onthophagus katoi är en skalbaggsart som beskrevs av Teruo Ochi och Kunio Araya 1996. Onthophagus katoi ingår i släktet Onthophagus och familjen bladhorningar. Inga underarter finns listade i Catalogue of Life.